# Embia surcoufi
Embia surcoufi is een insectensoort uit de familie Embiidae, die tot de orde webspinners (Embioptera) behoort. De soort komt voor in Mozambique.
Embia surcoufi is voor het eerst wetenschappelijk beschreven door Navás in 1933.